# Parroquia de Natchitoches
La parroquia de Natchitoches (en inglés: Natchitoches Parish), fundada en 1805, es una de las 64 parroquias del estado estadounidense de Luisiana. En el año 2000 tenía una población de 39.080 habitantes con una densidad poblacional de 12 personas por km². La sede de la parroquia es Natchitoches.

## Geografía
Según la Oficina del Censo, la parroquia tiene un área total de 3365 km² (1299,2 mi²), de la cual 3252 km² (1255,6 mi²) es tierra y 114 km² (44,0 mi²) (3.37%) es agua.

### Parroquias adyacentes
- Parroquia de Bienville - norte
- Parroquia de Winn - noreste
- Parroquia de Grant - este
- Parroquia de Rapides - sureste
- Parroquia de Vernon - sur
- Parroquia de Sabine - suroeste
- Parroquia de De Soto - noroeste
- Parroquia de Red River - noroeste

## Carreteras
- Interestatal 49
- U.S. Highway 71
- U.S. Highway 84
- Carretera Estatal de Luisiana 1
- Carretera Estatal de Luisiana 6
- Carretera Estatal de Luisiana 9
- Carretera Estatal de Luisiana 117
- Carretera Estatal de Luisiana 119
- Carretera Estatal de Luisiana 126
- Carretera Estatal de Luisiana 153
- Carretera Estatal de Luisiana 156
- Carretera Estatal de Luisiana 1226

## Demografía
En el 2000 la renta per cápita promedia de la parroquia era de $25,722, y el ingreso promedio para una familia era de $32,816. En 2000 los hombres tenían un ingreso per cápita de $29,388 versus $19,234 para las mujeres. El ingreso per cápita para la parroquia era de $13,743. Alrededor del 26.50% de la población estaba bajo el umbral de pobreza nacional.

## Comunidades

### Incorporado
| - Ashland - Campti - Clarence | - Goldonna - Natchez - Natchitoches | - Powhatan - Provencal - Robeline |

### Zonas no incorporadas
- Allen
- Ajax
- Chopin
- Cloutierville
- Grand Ecore
- Marthaville
- Melrose
- Readhimer